# Handen (Reijers)
Handen is een kunstwerk in Amsterdam-Oost.
Het is een plastiek geschapen door kunstenaar Willem Reijers (1910-1958). Handen is te zien aan de Wibautstraat; het kunstwerk steekt plotseling uit de bijna geheel vlakke achtergevel van het Cygnus Gymnasium, de voormalige Eerste Christelijke LTS Patrimonium. In 1956 gaf Patrimonium de opdracht aan de kunstenaar, in september 1957 werd het ontwerp goedgekeurd. De kunstenaar overleed in oktober 1958. Het werk werd door financiële perikelen van de school pas in 1961 geleverd. De school kreeg overheidssubsidie, waardoor het uiteindelijk in 1966 geplaatst kon worden. Patrimonium koos als locatie voor het werk hun nieuwe 2e LTS-gebouw aan de Dr. Jan van Breemenstraat nabij de Jan Evertsenstraat. De erven van Willem Reijers spanden daarop een rechtszaak aan. Ze beargumenteerden dat Handen was bedoeld voor de Wibautstraat en dat de manier van plaatsing bij de Jan Evertsenstraat het beeld van "een monstrueuze spin" opleverde in plaats van handen en dus uit haar context was gehaald. De Hoge Raad sprak uit in het voordeel van de erven, de school zou pas in 1978 tot plaatsing overgaan.
Een voorstudie van Handen bevindt zich in de collectie van het Kröller-Müller Museum.

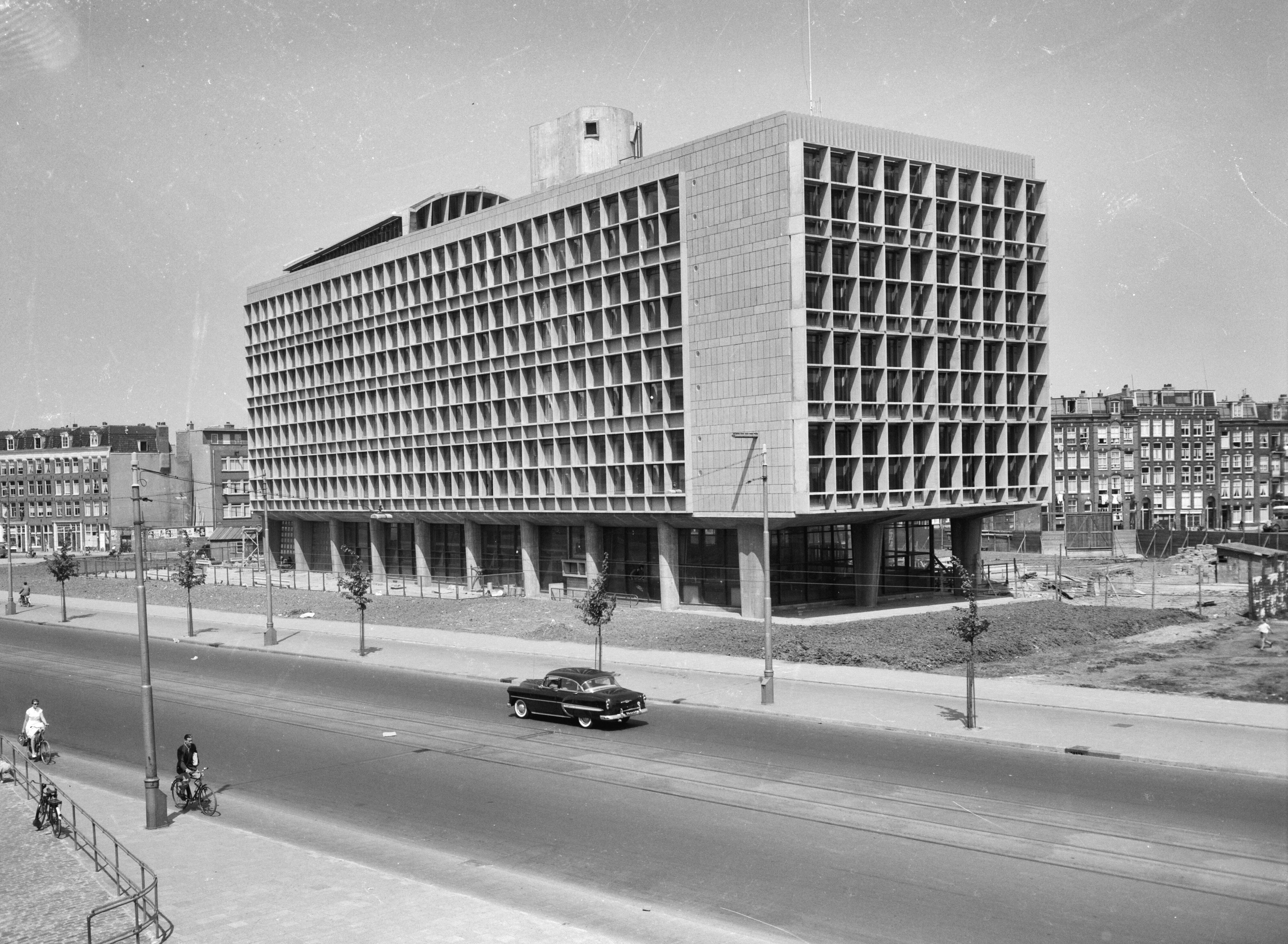
De school, 29 mei 1956, zonder beeld
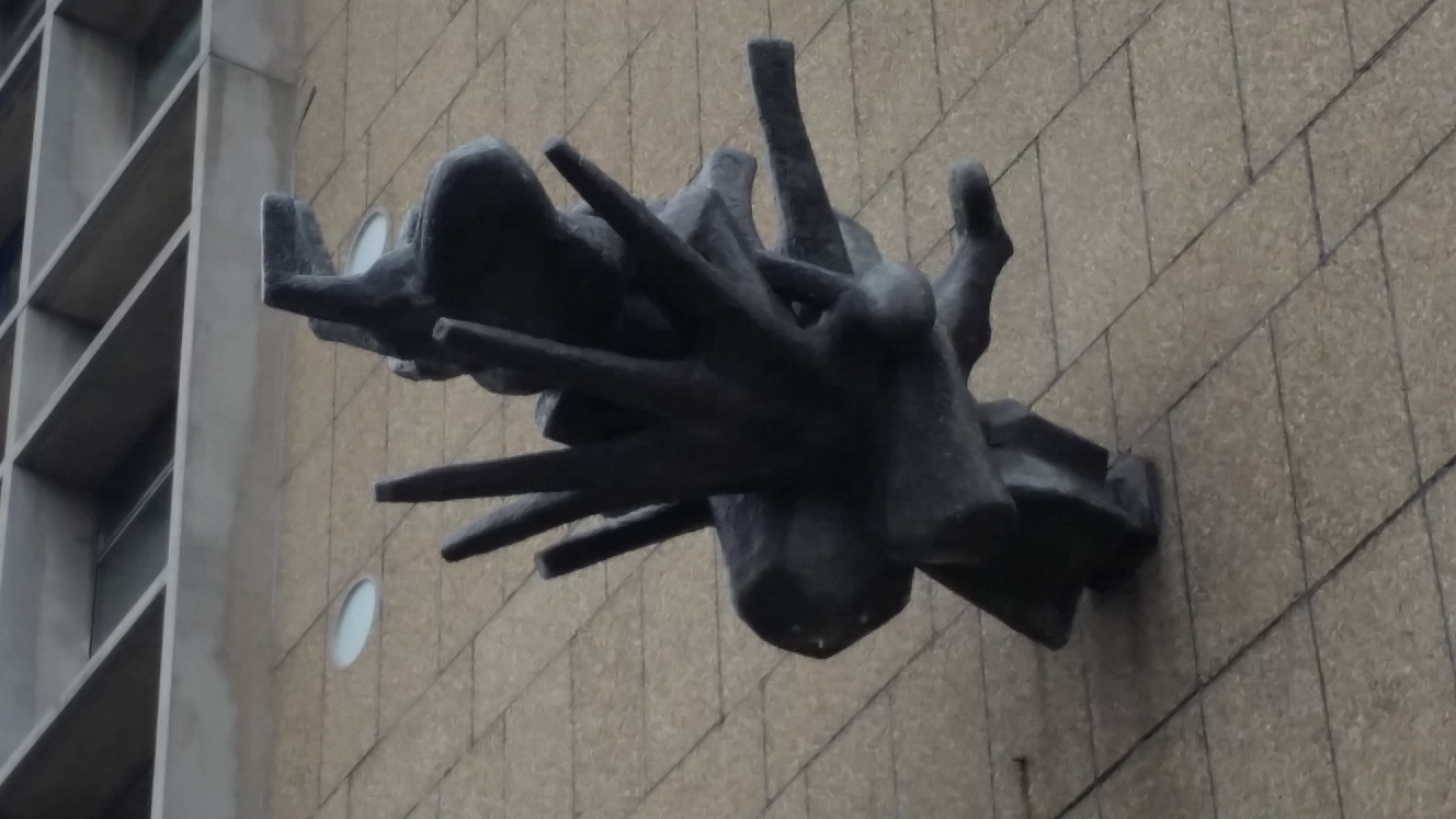
Handen (september 2018)